# Transitioning
Transitioning je sedmá epizoda šesté série amerického hudebního televizního seriálu Glee a v celkovém pořadí stá patnáctá epizoda tohoto seriálu. Napsal ji Matthew Hodgson, režíroval Dante Di Loreto a poprvé se vysílala ve Spojených státech dne 13. února 2015 na televizní stanici Fox.
Will Schuester má problémy se zvládáním sboru Vocal Adrenaline a snaží se je naučit respektu. Rachel Berry se musí vyrovnat s tím, že se její rodný dům bude prodávat a trenérka Beiste má před sebou složitý návrat na McKinleyovu střední, když začíná život jako muž.

## Obsah epizody
Will Schuester (Matthew Morrison) a jeho manželka Emma (Jayma Mays) zjistí, že Vocal Adrenaline, vedení Clintem (Max George), házeli vajíčka na Rachel Berry (Lea Michele) a Blaina Andersona (Darren Criss). Rozhodne se jim dát lekci ohledně tolerance a přivádí na pomoc Wada "Unique" Adamse (Alex Newell), ale Clint a ostatní ho neposlouchají. Trenérka Shannon Beiste (Dot Jones) se vrací po operaci ke změně pohlaví a nyní je přijímána jako muž a jmenuje se Sheldon Beiste. Ředitelka Sue Sylvester (Jane Lynch) a Sam Evans (Chord Overstreet) ho přivítají zpět a Sue ho ujišťuje, že zajistí, že po změně pohlaví nebude šikanován. Rachel Berry řekne Samovi, že je vyděšená z toho, že se prodává její rodný dům, a tak Sam požádá o pomoc Kurta Hummela (Chris Colfer), Mercedes Jones (Amber Riley), Artieho Abramse (Kevin McHale), Kitty Wilde (Becca Tobin) a Blaine. Beiste najde své auto zničené od Vocal Adrenaline a Will je rozzuřen. Rachel a Kurt oznámí, že týdenním tématem pro New Directions je „přeměna“ a členové Spencer Porter (Marshall Williams), Jane Hayward (Samantha Marie Ware), Mason McCarthy (Billy Lewis Jr) a Madison McCarthy (Laura Dreyfuss) jsou pozváni na poslední večírek v Rachelině starém domě, kde musí zpívat v dvojicích duety. Mercedes je v páru s Roderickem (Noah Guthrie) a Kurt ovlivní hlasování, aby mohl zpívat duet s Blainem. Sam a Spencer se chtějí pomstít Vocal Adrenaline, ale Beiste to odmítá. Will konfrontuje Vocal Adrenaline za jejich činy, ale Clint si jde tvrdě za svým, zesměšní ho, a tak ho Will vyhodí ze sboru. Následně se Emma a Will baví ohledně jeho problémů s vedením Vocal Adrenaline.
Na večírku se Rachel a Sam v tichosti vytratí do jejího pokoje, aby se rozloučili, ale začnou se líbat. Kurt a Blaine mezitím zpívají duet a po něm se venku políbí. Beiste se setkává s Unique a diskutují o společných problémech a Unique ujišťuje Beiste, že není sám. Clint se vrací na žádost ředitelky do Vocal Adrenaline, ale Will to přijme a navrhne jim vplížit se do McKinleyské střední, aby nastavili krutý žert na New Directions. Blaine řekne svému příteli Davovi Karofskemu (Max Adler) o polibku s Kurtem, Dave si uvědomí, že Kurt a Blaine jsou stále zamilovaní a rozchází se s Blainem. Blaine běží, aby řekl Kurtovi o svých citech, ale uvidí ho s Kurtovým novým přítelem Walterem (Harry Hamlin), takže mu nakonec nic neřekne. Will a Vocal Adrenaline se vplíží do sálu na McKinleyově střední, ve skutečnosti to byla ale Willova lekce o toleranci. Na jevišti vidí Unique a sbor lidí, kteří podstoupili operaci změny pohlaví a přidává se k nim Beiste, která nachází přijmutí. Will odchází z Vocal Adrenaline a začne působit na dobrovolnické pozici jako mentor New Directions.

## Seznam písní
- „You Give Love a Bad Name“
- „Same Love“
- „All About That Bass“
- „Somebody Loves You“
- „Time After Time“
- „I Know Where I've Been“

## Hrají
| Chris Colfer     | Kurt Hummel             |
| Darren Criss     | Blaine Anderson         |
| Dot Jones        | trenérka Shannon Beiste |
| Jane Lynch       | Sue Sylvester           |
| Kevin McHale     | Artie Abrams            |
| Lea Michele      | Rachel Berry            |
| Matthew Morrison | William Schuester       |
| Amber Riley      | Mercedes Jones          |
| Chord Overstreet | Sam Evans               |